# Бомбардування Велюня
Бомбардування Велюня — перший великий повітряний наліт Другої світової війни та Польської кампанії. Після того, як авіаційні підрозділи Люфтваффе рано вранці 1 вересня увійшли в повітряний простір Польщі, о 4:40—4:45 вони досягли прикордонного міста Велюнь. В цей час були завдані перші удари по місту, загальною кількістю 46 тис. кг бомб, скиданих на цивільну інфраструктуру протягом 9 годин поспіль. В приблизно той же час розпочалась оборона Вестерплатте, яка поклала початок Другій світовій війні.
Розташоване поблизу німецького кордону місто Велюнь було абсолютно незахищеним, не мало засобів протиповітряної оборони, в ньому не розміщувався військовий гарнізон. Незважаючи на відсутність військових цілей у Велюні, авіаудари тривали. Звіти німецької розвідки стверджували, що в місті була дислокована польська кавалерійська бригада. Також Люфтваффе бомбардувало сусідні міста Дзялошин, Радомсько та Сулеюв, у яких також не було військових та стратегічних цілей.
Напад на місто вважається першим воєнним злочином Німеччини у Другій світовій війні. Повідомлялося про «кілька сотень» загиблих цивільних, але точна їх кількість залишається невідомою. 70 % міста (90 % центру) було повністю зруйновано.

## Проблема встановлення часу
Точний час, коли перші бомби впали на Велюнь, був предметом дискусій, зокрема у зв'язку з твердженнями, що бомбардування міста було першим явним актом Другої світової війни, який на п'ять хвилин передував обстрілу Вестерплатте о 4:45, що традиційно вважається початком війни.
Більшість польських дослідників вказують час 4:40. Польський історик Тадеуш Олейнік наводить низку свідчень про те, що перші бомби впали вже о 04:30. Інший польський історик, Ян Ксьонжек, як «точно підтверджений» час, назвав 4:40.
Німецькі джерела, на основі документів Люфтваффе, повідомляють про час о 5:40. Така велика різниця в часі, 4:40 і 5:40, зумовлена різницею у годинних поясах Польщі та Німеччини. Інші історики, такі як Гжегож Бенбнік, не погоджуються з цим, тому вказують час атаки як 5:40; він також цитує розповідь очевидця, вказуючи час нападу як «незадовго до 6 ранку», і зазначає, що свідчення очевидців, ймовірно, ненадійні, оскільки вони були зібрані в 1961 році, через два роки після встановлення меморіальної дошки в місті, яка вказувала час як 4:40. Бенбнік приходить до висновку, що на очевидців, ймовірно, вплинула табличка, яка «виправила» їхні спогади. У 2004 році польський Інститут національної пам'яті заявив, що між Польщею та Німеччиною немає різниці в часі, і назвав час першого бомбардування 5:40.
Навіть якби час 4:40 був би правильним, деякі історики вважають першою повітряною атакою скидання бомб на міст у Тчеві близько о 4:30.

## Події

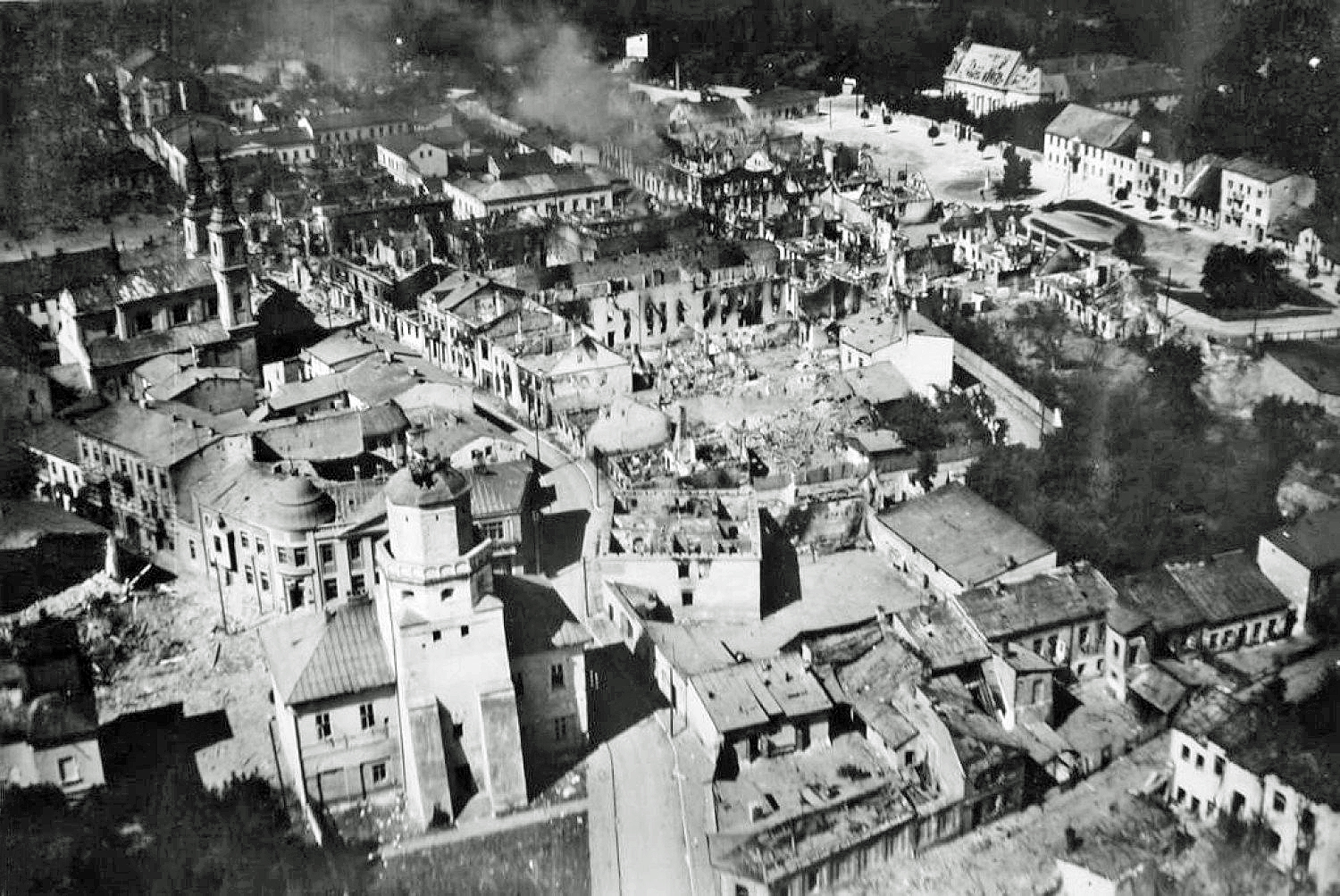
Вигляд на зруйноване місто з висоти

1 вересня 1939 року 29 бомбардувальників під командуванням гауптмана Вальтера Зігеля злетіли з аеродрому Нідер-Ельгут. Через півгодини вони без жодних перешкод досягли Велюня і скинули 29 500-кілограмових і 112 50-кілограмових бомб. Одним із перших уражених місць була лікарня Червоного Хреста. Внаслідок, 32 особи загинули. Після того, як лікарня почала горіти, німецькі пілоти стріляли у пацієнтів, які намагалися втекти з палаючої будівлі. Протягом години всі 29 літаків приземлилися назад у Нідер-Ельгуті, де Зігелю доповіли, що «ворога не було видно». Німецькі льотчики повідомили про відсутність противника у Велюні під час атаки та надали детальний опис розбомблених будівель. Два літаки-розвідники Dornier Do 17, які обстежували територію з 04:50 до 05:02, повідомили про місцезнаходження кількох польських військових частин, найближчий з них знаходився в лісі за 12 км на південний захід від Велюня.
Місто пережило ще кілька хвиль нальотів; джерела різняться щодо їхньої кількості. Другою хвилею (здійсненою о 6:08 ранку) командував гауптман Фрідріх фон Дальвік.
О 13:00 (або 14:00) відбулась третя хвиля нальоту під командуванням майора Оскара Дінорта. Проте польський історик Бенбнік пише, що третя хвиля під командуванням майора Дінорта бомбардувала Велюня близько 8:00 чи 9:00 ранку. За цим послідувала четверта хвиля близько 14:00 під командуванням Гюнтера Шварцкопфа. Базуючись на німецьких документах, Бенбнік робить висновок, що тоді відбулось три ранкові хвилі масованих атак та одна більш легка денна хвиля бомбардування.
На Велюнь бомби скидали з надзвичайною точністю, з малої висоти через відсутність протиповітряної оборони. Після бомбардування німці обстрілювали мирних жителів, які втікали. Вермахт захопив Велюнь у перший день вторгнення.
Загалом на місто було скинуто 380 бомб загальною вагою 46 000 кілограмів, які влучили в лікарню та знищили 70 % будівель міста, у тому числі 90 % у центрі. За іншими оцінками, зруйновано 75 % будівель загалом. Оцінки втрат суттєво різняться, оскільки точного підрахунку втрат не існує, оскільки комплексний аналіз збитків не проводився до закінчення війни. За попередніми оцінками Польської Народної Республіки кількість загиблих становила 2169 осіб; з часом розрахунки були переглянуті та знижені. Норман Дейвіс, який навів цифру «1290 убитих городян», назвав кількість жертв «більш ніж удвічі вищою, ніж у Герніці чи Ковентрі». У 2013 році історик Пьонтковський заявив, що кількість підтверджених жертв становить 127, і пише, що оцінка приблизно в 1200 є неправильною, оскільки вона представляє кількість смертельних випадків у всьому Велюньському повіті. Подібний висновок був зроблений у звіті Інституту національної пам'яті за 2004 рік, в якому говориться, що, хоча кількість жертв, ймовірно, коливається в діапазоні «кілька сотень», немає достатніх джерел, щоб прийти до переконливої цифри, і лише число у 127 загиблими визначено таким, яке не підлягає жодним сумнівам.

## Доцільність бомбардування
Деякі історики описують бомбардування як результат помилки розвідки. Німецький історик Рольф-Дітер Мюллер пише, що, хоча в місті могло не бути військових цілей, німецькі льотчики розбомбили його через погану видимість, припускаючи, що там були військові цілі. Кілька свідчень стверджують, що німецьке командування отримало повідомлення про можливу присутність Волинської кавалерійської бригади в околицях міста, і принаймні один німецький пілот описав бомбардування цілей кавалерії в самому місті. Однак інші німецькі льотчики повідомили про відсутність військових цілей.
Німецький історик Йохен Бьолер пише, що в першому оперативному звіті Sturzkampfgeschwader 76 стверджувалося, що «ворогів не було помічено». Цей висновок підтвердив Інститут національної пам'яті Польщі, який дійшов висновку, що 1 вересня у Велюні чи його околицях не було польських військових цілей або підрозділів.
Історик Тімоті Снайдер припускає, що саме цивільне населення могло бути основною мішенню: «Німці обрали місцем проведення смертоносного експерименту місцевість, яка не мала військового значення. Чи можуть сучасні військово-повітряні сили тероризувати цивільне населення навмисним бомбардуванням?». Цю точку зору також підтримали польські історики Тадеуш Олейнік і Богуміл Рудавський. Інша думка низки істориків полягає в тому, що метою нальотів могло бути знищення інфраструктури міста, щоб перевірити ефективність тактики та вогневу міць Люфтваффе, зокрема нового бомбардувальника Ju 87. За два тижні до початку війни начальник Генерального штабу Німеччини Франц Гальдер згадав у своєму воєнному щоденнику план під назвою «Наступальна операція „Червона“ в районі Велюня». У перші дні війни люфтваффе здійснило кілька наступних атак у цьому районі, в тому числі на невеликі міста Дзялошин і Кам'єнськ, і зробило аерофотознімки ефективності атак на інші міста.
Німецький історик Ганс-Еріх Фолькман зазначає, що для німецької 10-ї армії, яка була критичним військовим фактором на цій ділянці фронту, Велюнь не мав жодного оперативного, не кажучи вже про стратегічне, значення щоб виправдати його бомбардування. Фолькманн характеризує знищення міста як напад на невійськову ціль і, отже, як військовий злочин.

## Основні пам'ятки, пошкоджені або зруйновані
Цілі, знищені німецькими бомбардуваннями, включали:
- Колегіальний костел, збудований у XIII—XIV ст.[28][30]
- Синагога, збудована у середині ХІХ ст.[28][30]
- Клуатр августинів з XIV ст.[28][30]
- Одне крило Велюнського замку[30]
- Лікарня Усіх Святих, з чітким знаком Червоного Хреста на даху, під час бомбардування якої загинули 32 людини, у тому числі 26 пацієнтів[7]
- Міська брама з XVI ст., внаслідок нальотів сильно пошкоджена[17]
- Понад десяток історичних будинків XVIII та початку ХІХ століть[28][30]

Міська ратуша з Краківською брамою XIV століття вціліла, коли бомба застрягла на даху ратуші та не вибухнула.

## Пам'ять
Перше наукове дослідження нальоту було проведено в 1961 році Барбарою Боярською на основі її інтерв'ю з 14 польськими свідками.
Напад на Велюнь вшановували кілька президентів Польщі. У 2004 році президент Олександр Кваснєвський відкрив пам'ятник загиблим мешканцям міста, заявивши, що «тут велася тотальна війна, без розрізнення цивільних і військових, з метою масового винищення». У 2009 році місто відвідав президент Лех Качинський, який підкреслив, що «Велюнь є символом тотальної війни». У 2017 році президент Анджей Дуда відвідав і «нагадав [світу], що війна почалася в Польщі, на Вестерплатте, але в перші дні найбільші втрати зазнали мирні жителі, і що нацистська Німеччина чинила звірства, бомбардуючи невинне населення».
Бомбардування Велюня стало частиною експозиції німецького Воєнно-історичного музею у Дрездені.

## Спроби судового переслідування
Дві спроби, у 1978 та 1983 роках, притягнути до відповідальності осіб за бомбардування лікарні у Велюні були відхилені західнонімецькими суддями, коли прокурори заявили, що в ранковому тумані пілоти помилилися з місцевістю.